# Chante-Bois
 (septembre 2012).
Si vous disposez d'ouvrages ou d'articles de référence ou si vous connaissez des sites web de qualité traitant du thème abordé ici, merci de compléter l'article en donnant les références utiles à sa vérifiabilité et en les liant à la section « Notes et références ».
Chante-Bois est un quartier non-délimité faisant partie de la ville de Blainville se trouvant dans les Basses-Laurentides au Québec dans la MRC de Thérèse-De Blainville à 25 km au nord de Montréal.
L'école primaire du même nom, Chante-Bois, régie par la Commission scolaire des Mille-Îles (CSSMI), est reconnue à travers les régions touristiques Laurentides-Lanaudière, comme étant l'institut élémentaire la plus sportive et « iso-active » au niveau régional et provincial de tous les établissements scolaires de la région[réf. nécessaire]. Elle se situe au 40 - 84e avenue Est, à l'intérieur des limites de l'arrondissement et fut construite au cours de l'année 1970.